# Hypsioma gibbera
Hypsioma gibbera là một loài bọ cánh cứng trong họ Cerambycidae.